# Nachforderungsmanagement
Nachforderungsmanagement bzw. Nachtragsmanagement (auch Claimmanagement oder Claim Management) ist gemäß (der inzwischen abgelösten) DIN 69905:1997 die „Überwachung und Beurteilung von Abweichungen bzw. Änderungen und deren wirtschaftlichen Folgen zwecks Ermittlung und Durchsetzung von Ansprüchen“.
Das Nachforderungsmanagement gehört im Projektgeschäft sowohl zum Instrumentarium des Auftraggebers als auch des Auftragnehmers. Dabei ist es das Ziel, die beim Vertragsabschluss nicht vorhersehbaren Ereignisse im Projektverlauf in ihren kommerziellen Folgen einvernehmlich zu klären.

## Ursache von Nachforderungen
Nach Erteilung eines Auftrages durch den Kunden/Auftraggeber an den Auftragnehmer kommt es in der Regel, insbesondere bei Großprojekten, zu Änderungen, Nachträgen oder Erweiterungen.
Mögliche Gründe sind z. B. 
- Nicht ausreichende oder vollständige Spezifizierung des Auftrages
- Fehler
- Änderungs- oder Ergänzungswünsche im Liefer- und Leistungsumfang
- Unvorhersehbare Umstände.

Nicht zu Nachforderungen führen Änderungen oder Erweiterungen, die durch den Auftrag erfasst sind.
Ist dies nicht der Fall, kann der Auftragnehmer eine Nachforderung für die bei ihm zusätzlich anfallenden Kosten an den Verursacher der Änderung oder Erweiterung stellen.
Der Verursacher kann dabei der Auftraggeber oder auch ein anderer Auftragnehmer desselben Projektes sein.

## Eigentliches Nachforderungsmanagement
Zum Nachforderungsmanagement gehören mindestens folgende Schritte:
1. Technische Klärung von Änderungen und Erweiterungen
2. Vertragsprüfung
3. Dokumentation der Anforderung (Änderung/Erweiterung)
4. Kalkulation der erforderlichen Lieferungen und Leistungen
5. Angebot an den Auftraggeber oder Verursacher einer Änderung
6. Freigabe durch den Auftraggeber oder Verursacher
7. Realisierung
8. Abrechnung

Oft arbeiten Firmen bei Großprojekten in Konsortien zusammen, die das Gesamtprojekt anbieten. In Konsortialverträgen, die die Zusammenarbeit der Firmen innerhalb eines Konsortiums regeln, sind in der Regel bereits Regeln für die Verrechnung von Mehr- und Änderungskosten enthalten.
Statt Nachforderungsmanagement wird heutzutage alternativ auch ein sogenanntes Änderungsmanagement (Change control) installiert: Sowohl dem Auftraggeber als auch dem Auftragnehmer ist zu Beginn bereits klar, dass der Projektumfang im Verlaufe der Realisierung Änderungen erfahren wird, und es werden Regeln für das Behandeln der Änderungen getroffen. Z. B. werden die nachweislichen Selbstkosten des Auftragnehmers mit einem zuvor festgelegten Gewinnaufschlag versehen.